# Biografielijst Cn

## Cno
- Clovis Cnoop Koopmans (1925-2008), Nederlands rechter en politicus
- Harmen Cnossen (1965), Nederlands dirigent
- Jann Cnossen (1972), Nederlands violiste en zangeres
- Taeke Cnossen (1896-1988), Nederlands journalist